# José Refugio Velasco
José Refugio Velasco Martínez (Aguascalientes, 4 de julio de 1849-Ciudad de México, 27 de marzo de 1919) fue un militar mexicano. Fue secretario de Guerra y Marina y tuvo un papel relevante en el fin de la dictadura de Victoriano Huerta en 1914.
Velasco se enroló en el ejército mexicano con 17 años de edad donde realizó toda su vida militar sin pasar por ningún colegio militar formándose integralmente en campaña. Destacó en la Segunda Intervención Francesa en México, durante el Porfiriato y en la Revolución mexicana.

## Biografía
José Refugio Velasco Martínez nació el 4 de julio de 1849 en la ciudad de Aguascalientes capital del estado mexicano del mismo nombre, siendo bautizado cuatro días después en la iglesia parroquial.
El 25 de mayo de 1866, a los 17 años de edad, entra a formar parte del ejército mexicano cuando en reacción a los abusos cometidos contra su familia por los mandatarios franceses que ocupaban el país por considerarlos partidarios de Benito Juárez, se alista voluntario a la columna de la Guardia Nacional de Chihuahua que mandaba el coronel Pedro Yépez y, que en ese momento, estaba cerca del Parral. Al año siguiente es incorpora al ejército regular, tomando parte así en la Segunda Intervención Francesa en México y el Segundo Imperio Mexicano. Participó en el sitio de Querétaro a las órdenes de Mariano Escobedo y en los hechos de armas sobre la fortaleza del ex Convento de la Cruz, defensa de la línea frente al Cerro de las Campanas, reconquista de la línea del Cimatario, después del fracaso de la salida dirigida por Miguel Miramón, toma del ex Convento de la Cruz y ocupación de la Plaza de Querétaro. También intervino en la batalla de San Jacinto.

### Desde 1871 hasta 1906
Desde 1871 hasta 1906 participó en diversas campañas militares como las llevadas a cabo contra el Pueblo yaqui en Sonora con levantamientos como el de Cajeme en 1870, las guerrillas de Tetabiate o la Guerra del Yaqui al final de la llamada Paz de Ortíz en 1897. Él participó directamente en los combates de Zamauaca, Cerro del Gallo, Agua Alta, Cerro de Chunamove, Cerro de Huamare, Cajón del Álamo, Llano de los Algodones y Cerro de Zamahuaca; y tiroteos del Realito de Cumuripa, Puerto de Vázquez, Cerro de Zamahuaca, Tinaja del Bacatete y Cerro de Bachomobampo.
En 1871 estuvo en el ataque a la Ciudadela de México 1871 y San Juan Epatlán, en la expedición de México al Estado de Hidalgo en donde combatió en Tenango y Tenguedó. Se enfrentó a los sublevados que encabezaba el coronel J. García de la Cadena en el Estado de Zacatecas. Participó en expedición al estado de Oaxaca en donde estuvo en los combates que se realizaron en Tecomavaca y los Cires. También en Tequila, en Veracruz. Participó en las expediciones a los estados de Puebla y Morelos donde participó en los combates de San Pedro Coayuca, rancho de Tlachinola, Jonatecatepe y San Juan Epatlán.
En los estados de Chihuahua y Coahuila participó en la represión de los diferentes alzamientos y disturbios que se produjeron. Persiguió a grupos de personas en el estado de Durango.
Fue nombrado general de brigada por el presidente Francisco Ignacio Madero lo nombró Jefe militar de Veracruz y comandante militar de la Ciudad de México hasta la imposición de Victoriano Huerta por el golpe de Estado conocido como la Decena Trágica.
Velasco comunicó a Huerta que no lo reconocería hasta que no fuera nombrado oficialmente, cosa que hizo en cuanto el Congreso reconoció al Victoriano Huerta como presidente de México. El 14 de julio de 1913 Huerta lo nombró Gobernador y Comandante militar de los estados de México, San Luis Potosí y Coahuila el 18 de noviembre de ese mismo año. Es nombrado diputado en la XXVI bis Legislatura y seguidamente, General de División y se le asigna el mando de la División del Nazas.

### Toma de Torreón
Las localidades de Torreón y Gómez Palacio estaban en manos de los jefes villistas,Calixto Contreras y los hermanos Arrieta. El 9 de diciembre de 1913 Velasco ataca dichas plazas tomándolas. Tras duros combates la lucha se recrudece los días 30 y 31 de marzo. El 2 de abril las tropas de Velasco se retiran dando la victoria a Francisco Villa en la llamada batalla de Torreón. Velasco se dirigió con su tropa a San Pedro de las Colonias donde se había acuarteladas tropas del Ejército Federal, llegó el 5 de abril y reorganizó los preparativos de combate. El encuentro se produjo el martes 14 de abril de 1914 donde el General Villa venció a las tropas de Velasco.
Mientras Velasco se dirigía a Torreón, Victoriano Huerta ordenó fusilar a Juan Andreu Almazán a lo cual se opuso Velasco logrando que no lo ejecutara.
Después, Pancho Villa exhortaría a Velasco a no rendir la plaza de México a Obregón y a unir sus tropas con las de él, ofreciéndole apoyo con la división de su mando para pelear juntos contra Carrancistas, Obregonistas y contra los Yanquis invasores.

### Secretario de Guerra y Marina
El 16 de mayo de 1914, José Velasco es nombrado gobernador en San Luis Potosí. El 15 de julio, Victoriano Huerta renuncia como presidente y es nombrado como presidente interino Francisco S. Carvajal quien nombra secretario de Guerra y Marina a José Velasco. El 24 de julio, expulsa a Victoriano Huerta del país, estaba en Puerto México y se negaba a abandonar México.

### Tratados de Teoloyucan
El gobierno de Estados Unidos amenaza con la toma de la Ciudad de México con las tropas que ocupaban ya el puerto de Veracruz, el general Velasco opta, tras conversaciones con Alfredo Robles Domínguez, disolver el Ejército Federal evitando así el enfrentamiento directo con el estadounidense. Para ello editó dos manifiestos, uno al ejército y otro a la nación que se materializaron en los Tratados de Teoloyucan firmados el 13 de agosto de 1914 donde se autorizó se hiciera la entrega física estipulada de las corporaciones federales, firmado por el general Álvaro Obregón dando pasó al Ejército Constitucionalista encabezado por Venustiano Carranza, dado fin al llamado Antiguo Régimen.

Honrado con la confianza de casi todos los señores Generales residentes en México, quienes me ofrecieron en ocasión solemne, aceptar la resolución que el Gobierno actual diera al trascendental problema, de la actitud que debería asumir el Ejército en presencia de la situación política por la que atraviesa el país, comprometiéndose a secundarla con su conducta posterior, mediante la obligación contraída por mí, de que dicha solución estaría dentro de la ley y del honor militar, me dirijo a todos ustedes, los miembros del Ejército, Generales, Jefes, Oficiales y abnegada tropa, con la seguridad de que mis palabras hallarán eco en la conciencia de cada uno de ustedes, conciencia formada al calor de todos los más nobles ideales, de todas las abnegaciones y del sacrosanto amor al honor y a la patria.

El Ejército, deponiendo todo lo que pudiera ser orgullo mal entendido, contrae leal y espontáneamente ante la República entera, el solemne compromiso de no ensangrentar más el suelo patrio con la guerra civil. Si desgraciadamente no fuere así, si algunos, siguiendo camino distinto al trazado, arrojaren sobre el Ejército el baldón de su falta de patriotismo, caiga sobre ellos el anatema de los hombres honrados y las maldiciones de la patria, por haber faltado a su deber de ciudadanos y a su honor de soldados. México, D. F., agosto 13 de 1914. (Firmado).- El General, J. R. Velasco

El 15 de agosto de 1914, antes de que el Primer Jefe del Ejército Constitucionalista Venustiano Carranza entrara a la ciudad, abandona el Distrito Federal tras entrevistarse con el general Álvaro Obregón y se reúne en Córdoba Veracruz con el general Jesús Carranza para hacerle saber que había cumplido el pacto. Carranza pide informes al Distrito Federal y Venustiano Carranza manifiesta por escrito el 21 de agosto que 

enterado con satisfacción de haber cumplido el General Velasco con los convenios pactados. Puede usted asegurarle que tiene toda clase de garantías para permanecer en el país, sí así lo desea y, en caso contrario que puede dirigirse al extranjero por el tiempo que guste y con autorización de esta Primera Jefatura de retornar al país, teniendo presente el rasgo que tuvo al contestar al usurpador Victoriano Huerta, que si el Presidente Madero llegaba a Veracruz, lo seguiría reconociendo como el Primer Mandatario de la Nación. Saludo afectuosamente. Venustiano Carranza

 Aun así José Refugio Velasco sale hacia el exilio a Estados Unidos.
El 8 de febrero de 1919, en un estado muy delicado de salud, regresa a México y se instala en la Ciudad de México donde muere en la madrugada el 27 de marzo de 1919 siendo enterrado al día siguiente en el Panteón Francés de la Piedad y posteriormente sus restos fueron depositados en una cripta en la Catedral Metropolitana.

## Condecoraciones
Condecoraciones Cruces de Honor de 3.ª, 2.ª y 1.ª clases por 25, 30 y 35 años de constantes servicios, condecoración por el sitio y toma de la Plaza de Querétaro en 1867 y Cruz de 2.ª clase por haber combatido la Intervención y el llamado Imperio.